# Evangelický kostel (Kraslice)
Kostel Českobratrské církve evangelické nebo jen Evangelický kostel je filiální, dříve farní kostel v Kraslicích v okrese Sokolov v Karlovarském kraji. Od roku 2020 je kostel s farou chráněn jako kulturní památka. Součástí chráněné památky je rovněž opěrná zeď se zábradlím a dvě jednoramenná schodiště vedoucí k hlavnímu vstupu.
Českobratrská církev evangelická ve městě po druhé světové válce zřídila kazatelskou stanici, která je spravována farním sborem v Sokolově.

## Historie
V roce 1899 došlo v Kraslicích k znovuzaložení samostatné evangelicko-luterské obce. Rozhodnutí postavit v Kraslicích evangelický kostel a faru padlo na počátku 20. století. První plány, k jejichž realizaci však nedošlo, vypracoval v letech 1908–1912 architekt Fritz Kohl z Plavna. Teprve potom, co německý evangelický spolek Gustav-Adolf z Lipska věnoval značnou část finančních prostředků na stavbu kostela a zprostředkoval architekta Otto Bartninga, vznikla druhá projektová dokumentace. Ta byla schválena v květnu 1911 a v červenci 1911 byl položen základní kámen. Na stavbě kostela se finančně podílely kromě kraslických evangelíků také spolky ze Švýcarska a řada dalších sponzorů. Již po jednom roce byla stavba dokončena a 7. července 1912 byl kostel slavnostně vysvěcen. Celkové náklady dosáhly 60 tisíc korun.
Po druhé světové válce byli němečtí evangelíci donuceni odejít z Kraslic. Krátce po odsunu německého obyvatelstva vznikl Farní sbor Československé církve evangelické v Sokolově s kazatelskou stanicí Kraslice.
V polovině 80. let byly kostel i fara rekonstruovány. V roce 2006 byly vyměněny svislé trámy, držící špičku věže a roku 2008 byly opraveny varhany.
V roce 2011 měla kraslická stanice asi 160 členů, z toho se pravidelně aktivně zúčastňovalo života sboru asi 25 lidí. Věž kostela slouží výjimečně jako vyhlídková věž i pro veřejnost,
zpravidla jen během konání nějaké veřejné akce v Městských sadech.

## Stavební podoba

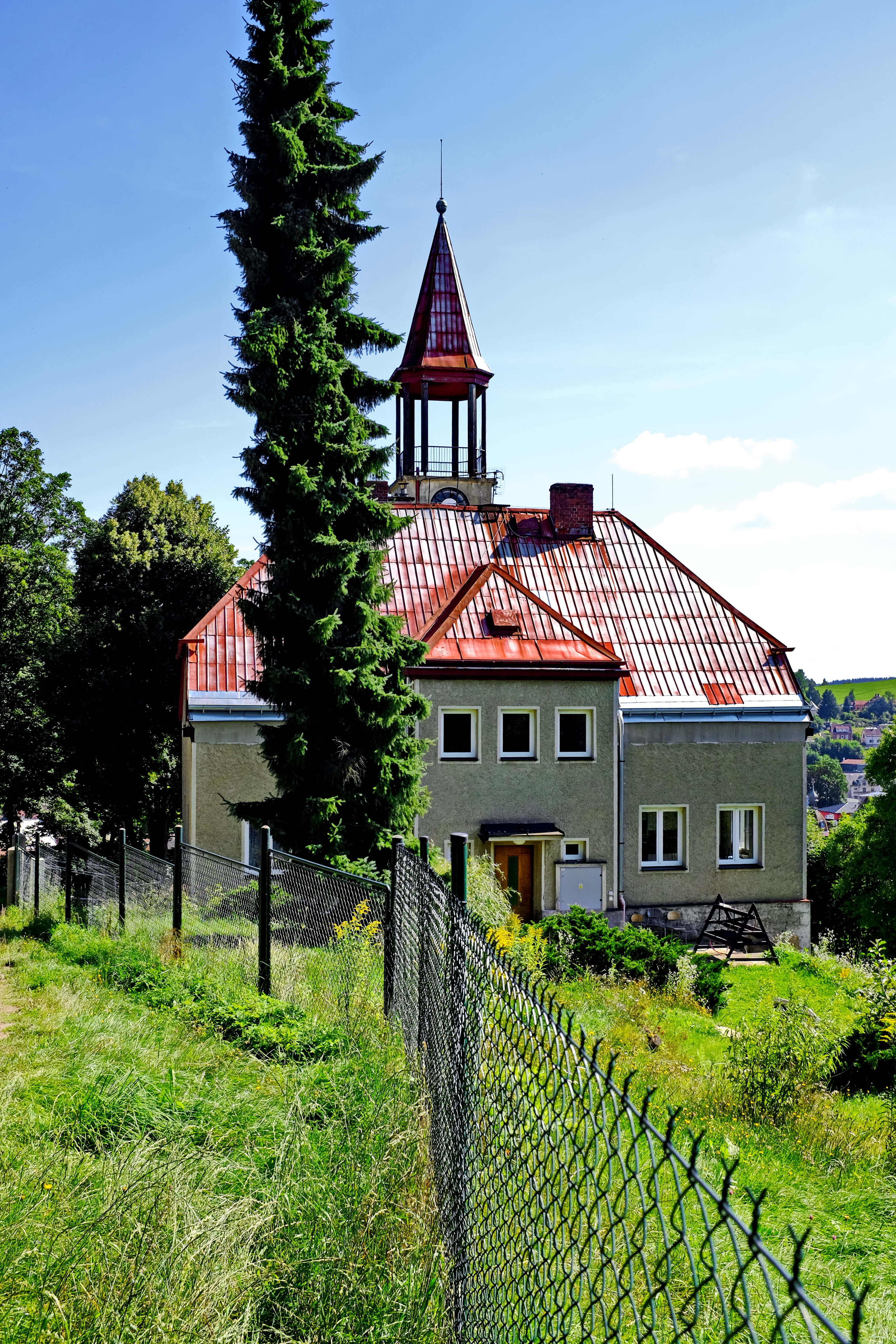
Pohled na stranu fary

Kostel s farou je ranou stavbou významného berlínského architekta a spoluzakladatele Bauhausu Otto Bartninga. Je ukázkou elegantní modernistické sakrální stavby s minimem dekorativních prvků, spojující budovu kostela a fary v jeden objekt. Toto bylo na svou dobu velice pokrokové řešení. Obdobná, ekonomicky výhodná řešení, můžeme najít i u Bartningových kostelů v Německu, ale také v Česku u evangelického kostela v Novém Městě pod Smrkem, se kterým se pojí i stejná doba vzniku a podobné ztvárnění zvonice. Autorovy kostely v Německu jsou chráněny jako architektonický celek. Objekt kraslického kostela je i výrazným krajinotvorným prvkem.
Kostel je jednolodní sakrální stavba s předsazenou předsíní. Loď je zakončena příčně orientovanou budovou fary. K průčelí s hlavním vchodem je z boku přistavena štíhlá, 25 metrů vysoká, hranolová zvonice, zakončena otevřeným ochozem. Vysoké pilíře na ochozu nesou polygonální jehlanovitou střechu. V horní části zvonice se nacházejí dvojice úzkých vertikálních oken. Ve stěnách lodi jsou řady obdélných oken, lemovaných šambránami. Loď kryje sedlová střecha. Na severozápadě navazuje na kostel příčně umístěná budova fary na obdélném půdorysu. Severní průčelí fary je členěno mělkým rizalitem s hlavním vstupem krytým drobnou stříškou a třemi okny osvětlujícími prostor schodiště. Po stranách jsou pak v přízemí dvě obdélná okna. Boční stěny člení dvě okenní osy v obou patrech na severovýchodě, na jihozápadě pak tři v přízemí a dvě v patře. Jihozápadní stěnu fary navíc prolamují čtyři okna a jedny dveře do suterénu, který je zde z důvodu sklonu svahu v úrovni terénu. Fara je zastřešena polovalbovou střechou. Přístup do kostela zajišťuje dvojice jednoramenných schodišť. První schodiště vyrovnává výškový rozdíl mezi úrovní komunikace a terasy ohrazené původním kovovým zábradlím. K samotnému vchodu vede drobnější schodiště. Kostel se nachází na kopci a proto byla v souvislosti s jeho výstavbou zhotovena také další schodiště v jeho blízkém okolí.

### Interiér
Interiér kostela je strohý, nápadná jsou vitrážová okna se jmény a znaky donátorů. Nad vstupem do kostela lodi je jednoduchá dřevěná kruchta. Kostel má dřevěný, geometricky profilovaný strop a na něm zavěšený mosazný kruhový lustr. Na oltářní stěně se nachází novodobá dřevěná plastika Krista. Na oltářní stěnu namaloval roku 1937 kraslický malíř a sochař Franz Gruss figurální fresku. Ta zdobila stěnu do roku 1945, kdy byla freska zakryta dalšími vrstvami barev.

### Zvony
V roce 1912 obdržel kostel tři staré klingenthalské zvony z let 1655 a 1725. První byl přetaven roku 1839, druhý v roce 1861 a třetí pocházel z roku 1883. Zvony byly 21. dubna 1912 slavnostně převezeny přes hranice a 7. července 1912 umístěny a zprovozněny na věži kostela. Ve věži se však dochoval jen jeden z těchto zvonů, ostatní byly sejmuty a zrekvírovány pro válečné účely.